# Ulfe (Sontra)
Die Ulfe ist ein 13,7 km langer, rechter bzw. südöstlicher Zufluss der Sontra im Stadtgebiet von Sontra im Werra-Meißner-Kreis, Hessen (Deutschland).

## Name
Der Name wird auf den althochdeutsche  Flussnamen *Ulfana/*Ulfanaha zurückgeführt. Dieser setzte sich ursprünglich zusammen aus dem germanischen Wort *wulfa „Wolf“ und der Endung -aha für Fließgewässer. Entsprechend kann er als „Wolfbach“ interpretiert werden.

## Verlauf
Die Ulfe entspringt im östlichen Teil Nordhessens im Richelsdorfer Gebirge. Ihre Quelle befindet sich etwa 4,5 km nordwestlich der thüringischen Landesgrenze zwischen Sontra-Ulfen im Nordosten und dem im benachbarten hessischen Landkreis Hersfeld-Rotenburg gelegenen Nentershausen im Südwesten. Sie liegt östlich des Kirchbergs (431,3 m ü. NN).
Die Ulfe fließt anfangs im Richelsdorfer Gebirge in Richtung Nordnordosten nach Ulfen. Von dort verläuft sie zwischen diesem Gebirge im Südwesten und dem Ringgau im Nordosten nordnordwestwärts über Breitau nach Krauthausen.
Schließlich erreicht die Ulfe den Sontraer Ortsteil Wichmannshausen, wo sie in die von Süden kommende Sontra mündet, die nordwärts in die Wehre fließt. Direkt nördlich der Ulfemündung führt die Straße „Alter Graben“ über die Sontra.

## Einzugsgebiet und Zuflüsse
Das Einzugsgebiet der Ulfe erstreckt sich von den Bergen des Ringgaus und des Richelsdorfer Gebirges bis zur Mündung in die Sontra und umfasst 77,613 km². Zu den Ulfe-Zuflüssen gehören flussabwärts betrachtet Blanke, Renda, Lindenauer Wasser und Weissenborn.

## Sehenswertes
Auf dem östlich vom Ulfe-Mündungsort Wichmannshausen gelegenen Berg Boyneburg (513 m ü. NN) befindet sich die Ruine Boyneburg und rund um den Berg verteilt das Schloss Boyneburgk, das Gut Boyneburgk und das Gut Harmuthshausen.

## Verkehr
Ungefähr parallel zur Ulfe verlaufen etwa zwischen den Ortschaften Nentershausen und Ulfen die ineinander übergehenden Kreisstraßen 71 und 9. Anschließend führt entlang des Fließgewässers der Abschnitt Ulfen–Wichmannshausen der B 400, die das an der A 4 gelegene Herleshausen im Südosten mit Sontra-Wichmannshausen im Nordwesten verbindet. Gekreuzt wird die Ulfe bei Wichmannshausen direkt vor ihrer Mündung von der B 27.